# 1503 Kuopio
Kuopio (asteróide 1503) é um asteróide da cintura principal com um diâmetro de 18,43 quilómetros, a 2,3535145 UA. Possui uma excentricidade de 0,1037731 e um período orbital de 1 554,33 dias (4,26 anos).
Kuopio tem uma velocidade orbital média de 18,37990616 km/s e uma inclinação de 12,37769º.
Esse asteróide foi descoberto em 15 de Dezembro de 1938 por Yrjö Väisälä.